# Hubert Hoff
Hubert Hoff (* 15. Februar 1870 in Essen; † 11. Oktober 1964 in Bad Mergentheim) war ein deutscher Maschinenbauingenieur und Hüttenkundler sowie Rektor der RWTH Aachen.

## Leben
Nach dem Abitur im Jahr 1887 studierte Hubert Hoff an der ehemaligen Königlich-Preußischen Maschinenbau- und Hüttenschule in Duisburg, die heutige Universität Duisburg, das Fach Maschinenbau und Hüttenkunde mit dem Abschluss eines Diplom-Ingenieurs im Jahr 1896. Nach seiner Promotion und Habilitation und Tätigkeiten als Oberingenieur von 1889 bis 1905 bei Rheinstahl in Duisburg und von 1905 bis 1912 an den Eisenhütten in Düdelingen sowie von 1912 bis 1920 als Direktor des Hüttenwerks Esch an der Alzette, davon die letzten zwei Jahre zugleich auch Direktor der Hüttenabteilung des Eschweiler Bergwerks-Vereins, und anschließender zweijähriger Verwendung als Oberdirektor der Bismarckhütte in Oberschlesien folgte Hoff einem Ruf an die RWTH Aachen, wo er am 1. April 1923 als ordentlicher Professor das Lehrgebiet für Maschinen- und Konstruktionswesen an der Fakultät für Stoffwirtschaft und Hüttenkunde übernahm. Sein Hauptarbeitsgebiet galt dabei der Erforschung der Walzverfahren und der feuerfesten Steine. Hoff war zusammen mit dem Metallurg und späteren Rektor Paul Röntgen maßgeblich daran beteiligt, dass auf private Initiative hin im Jahr 1928 ein an die RWTH Aachen angegliedertes Institut für Gesteinshüttenkunde eröffnet wurde, dessen Leitung zunächst der Hüttenkundler Hermann Salmang übernahm.

## Hoffs Rolle im nationalsozialistischen Staat
Von 1928 bis 1930 wurde Hoff als Nachfolger von Robert Hans Wentzel zum Rektor der RWTH gewählt. Am 29. April 1933 stand Hoff erneut bei einer vom Reichskommissar im Erziehungsministerium Bernhard Rust angeordneten Neuwahl des Rektorats, Senats und Dekanats an den Hochschulen, in denen keine turnusmäßige Wahlen anstanden, als Kandidat zur Verfügung, falls sich die Wahlberechtigten gegen den amtierenden Rektor Paul Röntgen aussprechen sollten, da sich die Mitglieder dieses Gremiums zu jenem Zeitpunkt noch für Kontinuität und gegen den Nationalsozialismus aussprachen. Da Röntgen aber weiter im Amt bleiben konnte, wurde Hoff schließlich zum Dekan der Fakultät IV gewählt. Hoff, der kein Parteimitglied war und auch nicht in anderen nationalsozialistischen Verbänden mitwirkte, versuchte sich den politischen Trend weitgehend zu entziehen. Dennoch ließ es sich für ihn wohl aus hochschulpolitischen Gründen nicht vermeiden, dass er zusammen mit Adolf Wallichs, Felix Rötscher, Hermann Bonin und Robert Hans Wentzel im so genannten Denunziationsausschuss mit der Überprüfung der Denunziationsfälle beschäftigt war, die vom ASTA (Allgemeiner Studentenausschuss) und den Studentenführern auf Grund angeblich kommunistischen oder regimefeindlichem Gedankengutes und Verhaltens von Kollegen und Studierenden gemeldet wurden. Durch die Weiterleitung dieser Meldungen an Rust wurde den nicht arischen Professoren Otto Blumenthal, Arthur Guttmann, Walter Maximilian Fuchs, Ludwig Hopf, Theodore von Kármán, Paul Ernst Levy, Karl Walter Mautner, Alfred Meusel, Leopold Karl Pick, Rudolf Ruer, Hermann Salmang und Ludwig Strauss ab September 1933 nach dem Gesetz zur Wiederherstellung des Berufsbeamtentums die Lehrerlaubnis entzogen. Ebenso gehörte er in den  Jahren 1933/34 dem Immatrikulationsausschuss an, welcher den Anteil der jüdischen Studierenden von 5 auf 1,5 % und später noch weiter senken sollte. Einer weiteren Einbindung in die politischen Auflagen und Belastungen durch das Regime konnte Hoff 1935 mit seiner Emeritierung entgehen.
Hoff zeichnete sich als Autor zahlreicher angesehener wissenschaftlicher Schriften aus, die er zu einem Großteil auch noch nach seiner Emeritierung anfertigte. Nach seiner Emeritierung trat Hoff dem Club Aachener Casino bei.

## Ehrungen
- 1950 ernannte ihn die RWTH Aachen zu ihrem Ehrenbürger
- 1952 ehrte ihn die Bergakademie Clausthal mit dem Titel eines Doktor-Ingenieur Ehrenhalber.
- 1959 wurde Hoff „in Würdigung seiner Erfolge als Forscher und akademischer Lehrer auf dem Gebiete der Hüttenmaschinen und hüttenmännischen Konstruktionen, sowie wegen seiner Verdienste als Rektor Magnificus der Hochschule“ zum Senator ehrenhalber der RWTH Aachen ernannt.
- 1960 erhält Hoff das Große Verdienstkreuz des Verdienstordens der BRD.

## Werke (Auswahl)
- Ueber die Festigkeitseigenschaften und den Reißwinkel kaltgewalzter Metalle, Düsseldorf : Verlag Stahleisen, Dissertation 1928
- Die Beschickanlagen der Hochöfen und ihr Einfluss auf die Betriebsführung; Düsseldorf : Verlag Stahleisen, 1929
- Dynamische Dehnungsmesser und Oszillographen zur Untersuchung des Walzvorganges; Hoff/Dahl, Düsseldorf : Verlag Stahleisen, 1933
- Die Hüttenwerksanlagen; Anleitung zu deren Planung, Berechnung und Aufbau Berlin, Julius Springer, 1938
- Grundlagen des Walzverfahrens, Hoff/Dahl. Düsseldorf, Verlag Stahleisen, 1950
- Walzen und Kalibrieren;  Hoff/Dahl; Düsseldorf : Stahleisen, 1954
- Beobachtungen über den Bauschingereffekt an weichen und mittelharten Stählen; Hoff/Fischer, Düsseldorf : Verlag Stahleisen, 1958